# Vellosillo (Segovia)

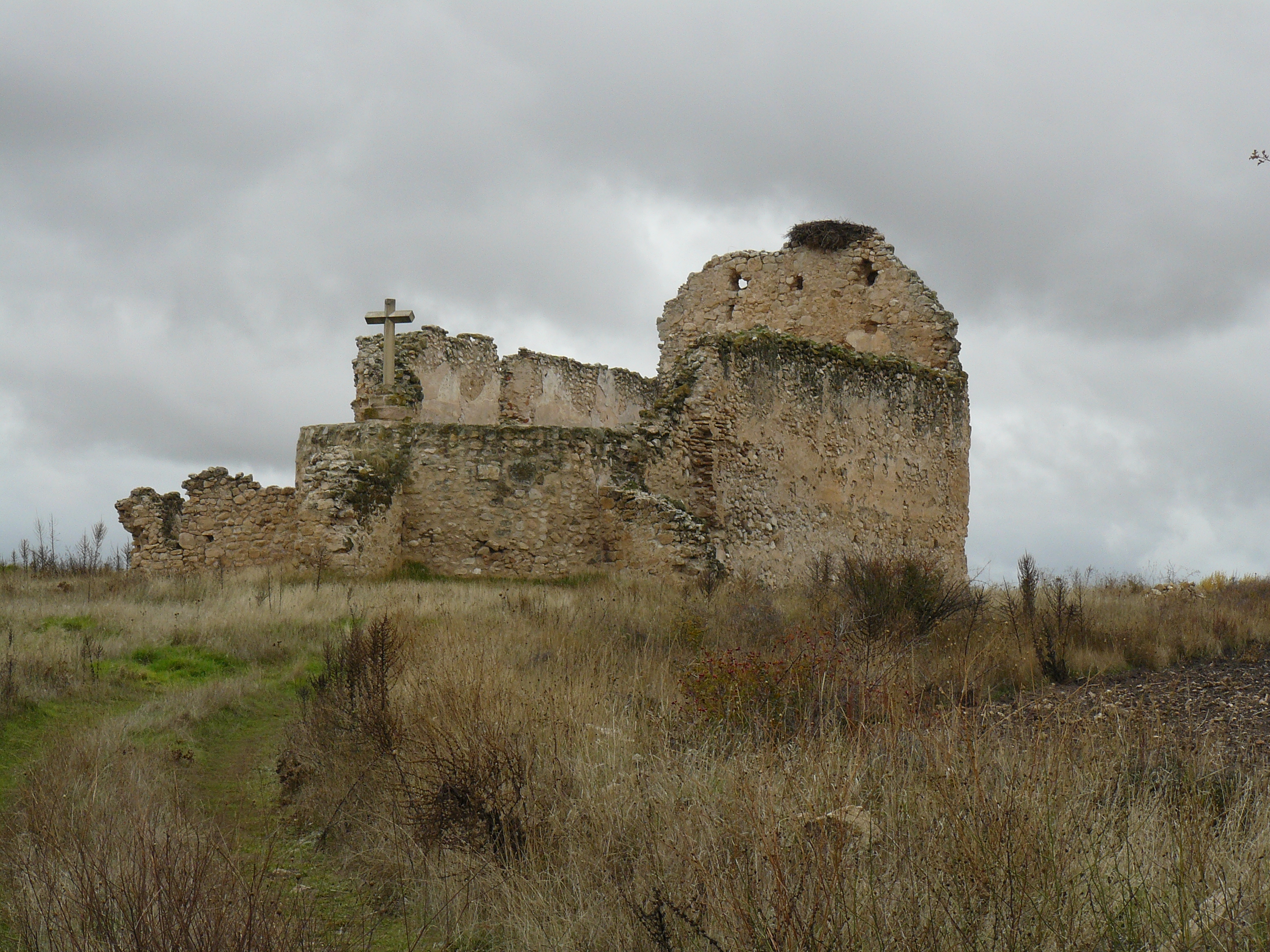
Ruinas de la Iglesia de Santa María de la Serna de Vellosillo

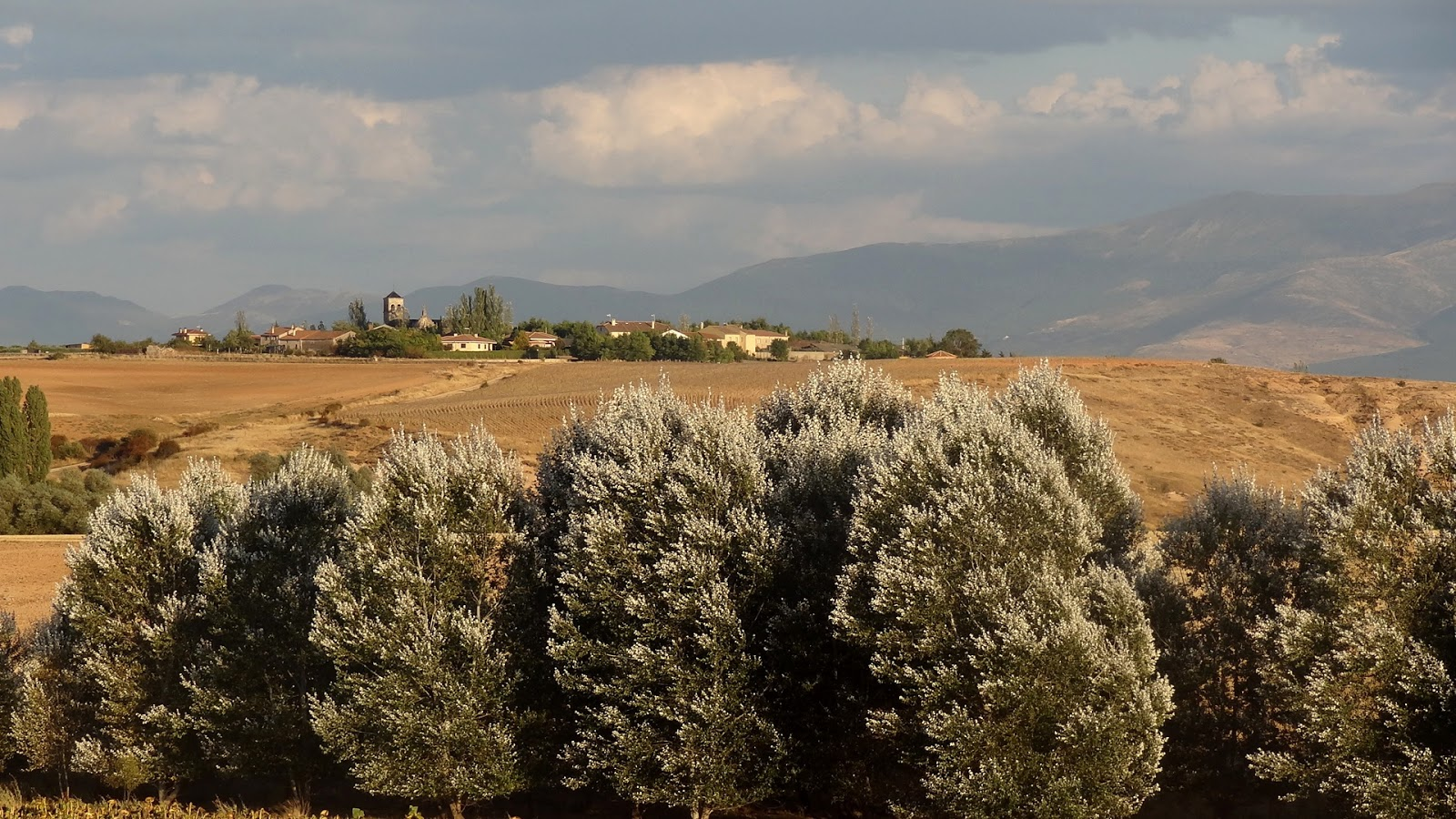
vista de Vellosillo desde el valle del río Caslilla

Vellosillo es una localidad perteneciente al municipio de Sepúlveda, en la provincia de Segovia, comunidad autónoma de Castilla y León, España.
La superficie de su término es de 791,30 ha (7,9 km²). Formó ayuntamiento con Perorrubio antes de ser agregado a Sepúlveda. Integrado en la Comunidad de villa y tierra de Sepúlveda dentro del Ochavo de la Sierra y Castillejo.
En el término de Vellosillo existían los barrios de Casasola y Quiscañera  hoy desaparecidos así como el barrio de La Serna de Vellosillo, situado a 1,5 km del pueblo junto al río Caslilla, y del que sólo quedan las ruinas de su iglesia románica (Santa María de la Serna, siglo XII), que los lugareños llaman la iglesiona.
Aunque con una población empadronada mínima, es un pueblo activo a través de la Asociación de Vecinos y Amigos de Vellosillo, creada en 1974.

## Geografía
Situado a unos 20 km al norte del puerto de Somosierra,  el término de Vellosillo se extiende al sureste del macizo calcáreo de Sepúlveda, en el entorno de los valles de los ríos Caslilla y Duratón. La población se asienta sobre el borde de la terraza fluvial con cárcavas, que forma el Río Caslilla a lo largo de su margen derecha.  
Desde su posición elevada, el pueblo disfruta de amplias vistas  sobre la sierra de Guadarrama y Ayllón, y sobre los prados del Valle del Caslilla donde se encuentran los pueblos de Torrecilla y La Nava.   
El término contiene  áreas de cultivo extensivo de secano, así como al Norte, lastras de pastos con suelo pedregoso y plantas aromáticas con algunas zonas repobladas de encinas y almendros. En los márgenes del río Caslilla, que atraviesa de norte a sur el término, se desarrollan  plantíos de chopos, prados y tierras de cultivo de secano.  
Aparte de la carretera asfaltada que atraviesa el término  en dirección a Sepúlveda, situada a 5 km del pueblo, existe además una red de caminos o pistas, utilizados para acceso de maquinaria a las tierras de labor. 
A unos 400 m del casco urbano existe una fuente habilitada por la Asociación como lugar recreativo, que fue utilizada desde tiempo inmemorial para abastecimiento de la población y del ganado, así como una huerta aneja que se ha rehabilitado recientemente.
La geografía, geología e hidrografía de Vellosillo ha sido estudiada pormenorizadamente por el especialista Luis Miguel Tanarro García originario de Vellosillo.

## Demografía
En el tomo correspondiente a Vellosillo del Catastro del Marqués de la Ensenada de 1752, se incluye un interrogatorio en el que se manifiesta que en Vellosillo había entonces 17 vecinos y una "viuda pobre" y que la población contaba con 19 casas bajas. 
En 1850 según el diccionario Geográfico y Estadístico de Madoz,  Vellosillo contaba con 21 vecinos y "82 almas". 
Existe además el censo electoral de 1911, 1924 y 1946 con el número de votantes del pueblo de Vellosillo mayores de 21 años, siendo más preciso el de 1946 que incluye a las mujeres del pueblo.
Se conoce el libro de matrícula  de la escuela pública del pueblo desde 1915 hasta la década de 1960, en los que el número de alumnos de 6 a 14 años  se estabiliza en alrededor de 30 niños a partir de 1940 hasta 1950. posteriormente comienza a descender siendo el último libro de 1962
La emigración masiva y despoblacion del pueblo con cierre de la escuela, de la tienda y del bar del pueblo, se produjo a mediados de la década de 1960.
| 4          | 6 | 2 | 1 | 3 | 3 | 4 | 4 | 4 | 3 | 3 | 4 |
| (Fuente: ) |   |   |   |   |   |   |   |   |   |   |   |

## Historia
En el caso de Vellosillo no hay indicios conocidos apreciables hasta la Edad Media, a diferencia del pueblo de Duratón situado a 2,5 km de distancia, localidad esta con importantes restos de la época romana, como es el municipium de Confloentia (siglo I), actualmente con excavaciones arqueológicas en curso, así como la necrópolis visigoda (siglos VI y VII) de más de 600 enterramientos, excavada en la década de 1940. 
Así en Vellosillo, existe una iglesia de tamaño considerable que a primera vista es difícil datarla, aunque se aprecian en ella elementos de arquitectura románica del siglo XII. Por otra parte hay dos blasones medievales de piedra ambos con la misma heráldica en las fachadas de dos casas, el mismo diseño heráldico aparece en un blasón en la fachada de una casona de Sepúlveda con la palabra "Bellosillo" grabada sobre el mismo. Hay además en el pueblo escasos restos de un muro medieval, y por último, aisladas a 1,5 km del pueblo junto al río Caslilla se encuentran las ruinas de una iglesia románica de la que sólo quedan los muros exteriores, con cruces y lápidas funerarias del siglo XX, en su interior. Con todo ello hace años se inició una investigación cuyos resultados responden a algunas preguntas sobre el origen e historia del pueblo. 
Marco Histórico
Hay que remontarse a la invasión de los árabes en el año 711, tras la que la cuenca del Duero se convirtió en un gran territorio semidespoblado y desorganizado ("El Desierto del Duero"), el cual formaba una "tierra de nadie" que separaba la población de los árabes al sur del Sistema Central y Valle del Ebro, del reino cristiano de Asturias situado en la Cornisa Cantábrica. 

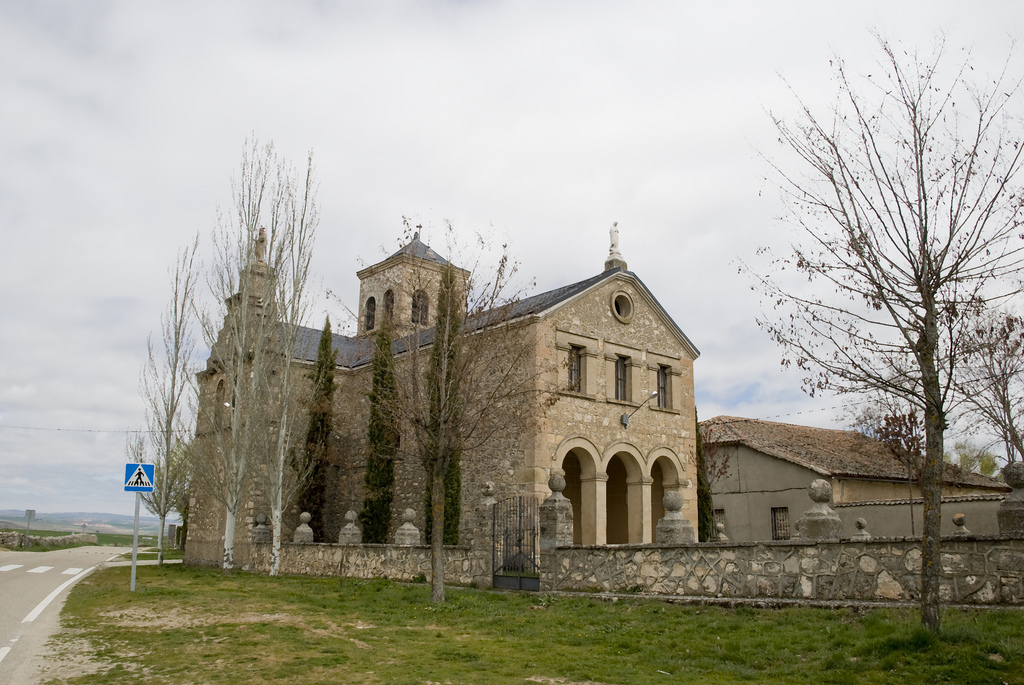
Iglesia de Vellosillo 1941

Sobre el año 800, colonos, clérigos y guerreros cristianos procedentes de los valles asturianos, cántabros y navarros comenzaron a ocupar las tierras al sur de los Picos de Europa, en la región llamada Bardulia, situada entre Álava, Burgos y La Rioja. Estos colonos, dedicados a la agricultura y ganadería, ya fuera de las montañas ("foramontanos"), vivieron bajo la amenaza de las devastadoras incursiones cordobesas. Los condes que los dirigían crearon entonces un fuerte sistema de castillos y atalayas por todo el territorio que iban ocupando. Con el paso del tiempo la zona comenzó a llamarse Castilla, el territorio frontera sur-oriental del reino cristiano de Asturias, posteriormente de León. 
La colonización y fortificación del territorio por los cristianos avanzó dificultosamente hacia el Sur aprovechando los momentos de debilidad de los árabes a consecuencia de sus frecuentes luchas internas. 
En el año 912, los cristianos llegaron al Duero donde crearon una línea defensiva. Pero en los años siguientes el poder y la unidad del Califato de Córdoba llegó al máximo con Abderraman III quien lanzó contra León un poderoso ejército de 100.000 hombres. El califa no obstante fue derrotado por el rey Ramiro II en el 939 en las decisivas batallas de Simancas y Alhandega (zona próxima a Riaza). Y como consecuencia de esta victoria, los cristianos realizaron un rápido avance hacia el Sistema Central, y así el conde de Castilla, Fernán Gonález conquistó Sepúlveda en el año 940. El conde intentó facilitar la repoblación rápida del nuevo territorio otorgando un Fuero muy ventajoso a los colonos que llegaran a Sepúlveda y su tierra. En el 983, el caudillo árabe Almanzor reconquistó Sepúlveda tras dos largos asedios. Posteriormente Sepúlveda sería cedida de nuevo por los árabes al conde Sancho García en torno al año 1010. 
En esas fechas se supone que comenzó la repoblación de la zona de Vellosillo, apoyada en el primer Fuero, y en su confirmación por Fernando VI en 1076. Según documentos en ese año ya había creadas varias aldeas en el entorno de Vellosillo (como Duruelo, Mansilla o Valdesaz). Otros estudios realizados indican que la mayoría de los colonos que llegaron a la zona fueron castellanos del norte, aunque también hubo navarros y riojanos. El proceso repoblador duró varios siglos. 
Pasado el peligro de incursiones árabes y con la estabilidad y prosperidad consiguientes, a finales del siglo XII se construyeron iglesias y ermitas en varias aldeas en el entorno de Vellosillo, por los canteros del llamado "Taller del Duraton" como son las iglesias de Santa Marta, Sotillo, Perorrubio, siendo su máximo exponente la iglesia de Duratón del año 1203. En la ubicación actual de Vellosillo no se construyó ninguna iglesia en la Edad Media, sino que se hizo entonces en la población denominada La Serna de Vellosillo, ubicado a 1,5 km del pueblo actual, junto al río Caslilla, que corresponde a las ruinas actuales. El estilo románico del "Taller del Duratón" es más modesto que el de los grandes constructores de influencia francesa del Camino de Santiago, ejemplo de lo cual es la Iglesia del Salvador de Sepúlveda, construida un siglo antes.
Los caballeros Vellosillo

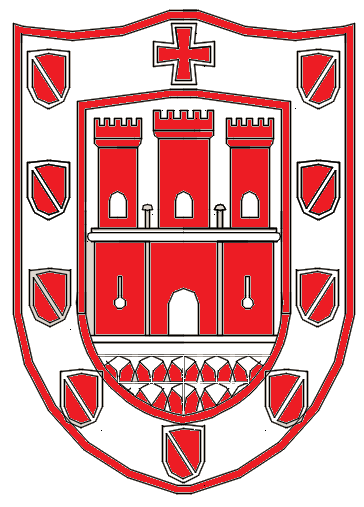
Blasón medieval de los Vellosillo

Según el historiador especializado en esta zona de Segovia, Alfonso Ceballos-Escalera y Gila, desde la primera conquista a los musulmanes, se crearon varios señoríos en lugares estratégicos alrededor de Sepúlveda, mandados por caballeros infanzones, con la misión de proteger a la Villa y su Tierra de las incursiones árabes. Dichos caballeros estaban al servicio del Conde de Castilla y podían pertenecer a clanes familiares enriquecidos por la guerra con servicios prestados desde varias generaciones. Alfonso Ceballos enumera los diferentes señoríos creados entonces, siendo uno de ellos el de Vellosillo, fundado por los caballeros de la familia de "igual nombre". Según los estudios heráldicos, la familia de caballeros Vellosillo procede Sahagún, (León), en el siglo IX. Lo anterior sugiere que el nombre del pueblo es en realidad el apellido de la familia de caballeros que llegó con el ejército cristiano en el siglo X u XI, la cual se hizo cargo de la defensa de este pequeño territorio situado al sur de Sepúlveda, desde la elevación estratégica que domina el valle del Río Caslilla y el acceso a Sepúlveda desde el Sur. Lugar donde ahora se asienta hoy Vellosillo. Los límites de ese señorío serían el equivalente al actual término del pueblo.
Los Vellosillo mantuvieron el señorío del pueblo durante los siglos posteriores. La traducción del Pleito de Antonio Vellosillo, de Ayllón, de mediados del siglo XVI, a fin de ser ser reconocido como hidalgo, relata los grandes servicios a la reina Isabel I realizados por su abuelo Alvar Rodríguez de Vellosillo, señor de Vellosillo durante la rebelión de Sepúlveda de 1472 contra Enrique IV de Castilla. El relato es una fotografía de la época y proporciona datos sobre la existencia entonces en Vellosillo de un castillo fortificado de cierta importancia, residencia de la familia en Vellosillo cuyos escasos restos permanecen hoy (es conocido que importantes restos de esta construcción fueron demolidos en el siglo XX por un agricultor del pueblo). Además se relata en dicho Pleito que Alvar fue enterrado en la Iglesia de la Virgen de la Peña en Sepúlveda, en la que poseían una capilla familiar, y que él y posteriormente su hijo Fernando, llegaron a ser regidores de la Villa de Sepúlveda. Otros documentos indican que Alvar era un gran terrateniente rural, y que costeaba la conservación de la iglesia de Santa María de la Serna.
En tiempo posterior se encuentran muchos datos de las ramas de esta familia de hidalgos, que aún con su casa solariega origen en Vellosillo, se establecieron también en Ayllón, Sepúlveda y Cuellar. Un bisnieto de Alvar fue el obispo Vellosillo enviado por Felipe II al Concilio de Trento, del cual queda su palacio en Ayllón. A los sucesivos jefes de la familia se les titulaba en diversos documentos como "Señores de la Villa y del Castillo de Vellosillo". En 1689, el rey Carlos II les concedió el título de marqueses de Vellosillo. Dicho título desapareció en el siglo XIX, y se intentó rehabilitar sin éxito en 1925. También durante los siglos XVI y XVII, aparecen miembros de la familia Vellosillo formando parte de la oligarquía de hidalgos conocida como «Los Doce linajes de Soria», que gobernaban esta provincia, algunos de ellos relacionados con el comercio internacional de la lana. 
Las casas y tierras de esta familia en Vellosillo fueron transmitidas al marqués de Castroserna (marquesado creado el mismo año que el de Vellosillo, 1689). Otros indicios sugieren que los Vellosillo abandonaron el pueblo a finales del siglo XVII, Aún pueden verse los blasones de piedra de la familia Vellosillo sobre los dinteles de dos casas del pueblo. Y también en Sepúlveda, en este caso con el nombre "Bellosillo" grabado sobre la misma heráldica tallada en piedra en una casona del barrio de San Esteban, o en la lápida existente en el atrio de la iglesia de la Virgen de la Peña, y en varios edificios de Sepúlveda y Duratón formando parte de blasones compuestos o cuartelados debido a la unión de miembros de esta familia con otros hidalgos.
Origen del pueblo

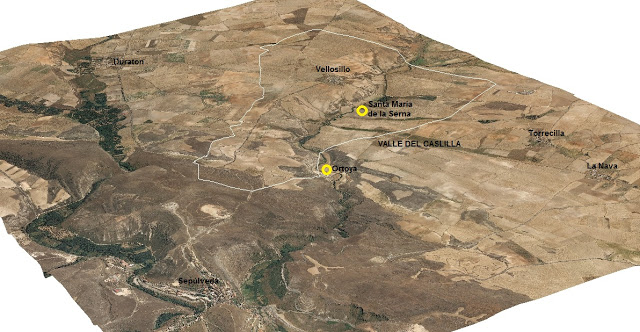
Reconstrucción tridimensional del Valle del Caslilla

Todo indica que en un principio el pueblo fue una instalación militar con la residencia fortificada del caballero Vellosillo y sus servidores, y que la población campesina vivía en el barrio de La Serna. Un pergamino fechado en 1352, describe las normas del cura de La Serna para los feligreses, en relación con una procesión que recorría los pueblos ubicados en el valle del río Caslilla, como son Torrecilla, o La Nava, partiendo de esta iglesia de La Serna. pero nada se dice de subir a la ubicación actual de Vellosillo, lo cual sugiere que en ese año, sólo existía allí la residencia e instalaciones del señor y no una población campesina. 
Otra sugerencia en este sentido es la extraña forma urbanística de Vellosillo hasta 1950, realmente única en la zona: las casas formando un anillo que dejaba en su interior un espacio vacío de aproximadamente 100 m de diámetro, que se dividía en verano por el regidor a fin de que cada vecino trillara allí su cosecha, pero el resto del año ese espacio era una gran pradera interior sin uso, desproporcionada para el tamaño del pueblo. Lo cual es muy inusual, pues las casas de pueblos y aldeas de origen medieval de la zona, se apiñan en calles estrechas alrededor de la iglesia (que por otra parte en Vellosillo no se construyó). Lo anterior sugiere la teoría de un amplio cercado o muralla primitiva junto a la cual se construyeron adosadas las viviendas cuando el asentamiento militar se convirtió en una aldea campesina. Los restos del castillo, se encuentran en el límite del pueblo, en la zona de más visibilidad hacia el valle del Caslilla y hacia el sur, coherente con su misión defensiva.
Junto al río Caslilla, hubo otra población llamada Ortoya, al norte del término, donde comienzan los acantilados calizos del cañón del río Caslilla. Esa población desapareció, al igual que el barrio de La Serna. En el lugar de La Serna y en el entorno de las ruinas de su iglesia, se descubrían habitualmente tejas y piedras talladas, al cultivar las tierras de labor circundantes, indicativo de la población que allí existió. Se desconoce el motivo del despoblamiento del valle del río Caslilla, (al contrario de lo sucedido en el cercano valle del río Duratón), ya que en principio se trata de un entorno de prados y tierra fértil muy favorable para la actividad agrícola y ganadera, pero se supone debido a la escasa fiabilidad del caudal de agua del río Caslilla, afectado por sequías, motivo suficiente por el que La Serna fuera abandonado y su población campesina se trasladara al pueblo actual, dotado de una fuente fiable de agua, y ocupando entonces las instalaciones de la familia de los Vellosillo. Se desconoce igualmente cuando sucedió dicho traslado, pero sí que la familia Vellosillo abandonaron sus posesiones en el pueblo a finales del siglo XVII y también que unos años después los vecinos costearon la construcción de una nueva ermita en Vellosillo, Lo que sugiere que el traslado fue alrededor del año 1700.
Iglesias de Vellosillo
Como se ha dicho, durante la Edad Media, en Vellosillo no se construyó una iglesia. Pero a principios del siglo XVIII (aproximadamente en 1720), se construyó una de nueva planta en el casco del pueblo, costeada por los vecinos mediante un préstamo, la cual se llamó Santísimo Cristo del Refugio. El pueblo además contaba con la antigua iglesia románica del barrio de La Serna llamada Santa María de la Serna. Así, en el tomo de Vellosillo del Catastro del Marqués de la Ensenada de 1752, y en la relación de Madoz de 1850 se describe que en Vellosillo existían los dos templos en activo, aun siendo el barrio de La Serna un "despoblado" (en ruinas en 1850). El cura que oficiaba en la ermita de La Serna era el correspondiente al barrio de San Esteban de Sepúlveda, situado a 4 km de distancia, quien acudía a dar misa desde Sepúlveda recorriendo el cañón del Caslilla. 
En 1935 se erigió el monumento del Sagrado Corazón de Jesús ampliando la ermita del Santísimo Cristo del Refugio, y en 1941, acabada la Guerra Civil, sobre dicha ermita se levantó la iglesia que existe hoy, gracias a las gestiones de Genaro García Burgos, sacerdote originario de Vellosillo y Director de la Residencia Provincial de Segovia, y también al trabajo de los vecinos del pueblo en su construcción. Este promovió con su influencia y dedicación, además las viviendas que se realizaron en 1951 ocupando finalmente la gran pradera central, así como el frontón, el nuevo cementerio, y varias actuaciones más que cambiaron completamente el aspecto del pueblo 
La construcción de la nueva Iglesia, inaugurada en 1941 aunque con añadidos hasta 1958, se realizó aprovechando los elementos románicos valiosos de la iglesia de Santa María de la Serna, mediante un proyecto arquitectónico que recogió de forma precisa para su diseño, las dimensiones de los arcos de piedra principales del altar y del ábside de dicha iglesia románica del siglo XII, cuyas piedras, y capiteles se desmontaron, numeraron y se instalaron en la nueva iglesia. Se aprovecharon también otros elementos como los canecillos de aleros y algunos arcos y aspilleras de ventanas. La nueva iglesia tiene forma de cruz latina, con el altar orientado al norte, debido a que el crucero de la iglesia corresponde a la planta de la anterior ermita del Santísimo Cristo del Refugio. En 1941, de la iglesia románica de La Serna quedaron entonces solamente los robustos muros exteriores formando un recinto cerrado, que se usó como cementerio temporalmente, hasta la construcción en 1961 del cementerio actual junto al pueblo. La iglesia de Santa María de la Serna, quizás ya abandonada en los años previos a 1941, sufrió el expolio de algunos elementos arquitectónicos como el arco románico de la entrada principal, retablos, etc, los cuales se han perdido. 
La Emigración del siglo XX

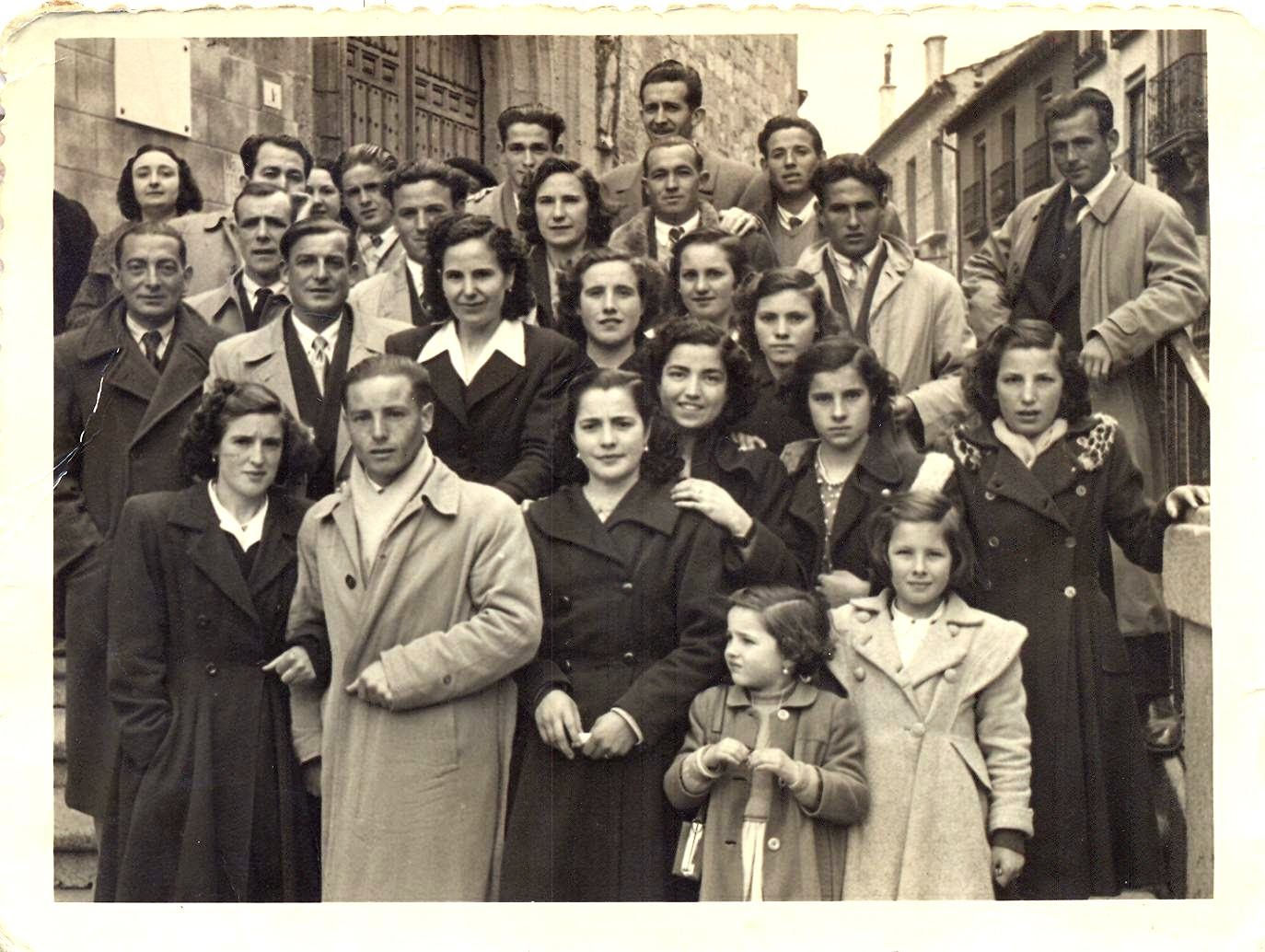
Años 50. Jóvenes de Vellosillo

Aunque hubo algunos pioneros en fechas anteriores, durante los años 60 del siglo XX se produjo una emigración en masa que despobló Vellosillo bruscamente, (de 30 niños en la escuela en 1955, a cerrarla 10 años después). La espectacular expansión económica de la década de 1960, ("Milagro Español"), produjo que el nivel de vida y condiciones de trabajo así como las oportunidades de educación y de futuro de las familias, fueran muy superiores en Madrid, por lo que los jóvenes de entonces se marcharon del pueblo, prosperaron con duro esfuerzo y formaron familias, numerosas en muchos casos, en el ambiente de alta natalidad de entonces. 
A finales de la década de 1960. se produjo así mismo la mecanización súbita de los trabajos agrícolas, por lo que era posible cosechar toda la cebada o trigo (principal actividad económica del pueblo), en un tiempo mínimo con dos o tres familias, frente al duro trabajo de 20 familias previas. Por ello la producción agrícola del término de Vellosillo no se interrumpió con la emigración. La mecanización y la emigración supusieron un cambio radical en un modo de vida que se había mantenido con escasas variaciones desde la Edad Media. 
Sin embargo los emigrantes no se desarraigaron en absoluto de su pueblo, y a mediados de los años 70, teniendo presente el ejemplo de la gran actividad que había desarrollado Jenaro, y ya establecidos en Madrid, crearon la Asociación de Vecinos y Amigos de Vellosillo, y se preocuparon de mantener sus raíces, sus tradiciones y la unión entre los descendientes del pueblo. Volcados en cuidar Vellosillo, pavimentaron las calles, plantaron árboles, repararon las casas familiares y mantuvieron los edificios e instalaciones con obras comunitarias (hacenderas), asumiendo en muchos casos la inacción de la Administración, y en definitiva crearon un ambiente armónico y creativo en Vellosillo que hoy con nuevas actividades pervive como si fuera un mandato en sus hijos y nietos. 
Sin embargo, y a pesar de estas mejoras, el futuro de Vellosillo hoy es incierto. El difícil reto que se presenta en la actualidad en Vellosillo, es preservar su existencia viva y crear una actividad atractiva en el pueblo, frente al proceso de despoblación severa de la zona, a la notoria desidia y quiebra económica de las Administraciones locales y regionales, incapaces proveer al pueblo de los servicios básicos, y también ante las consecuencias del cambio climático, que se manifiestan en fuertes sequías.